# Liste der italienischen Botschafter in Tschechien

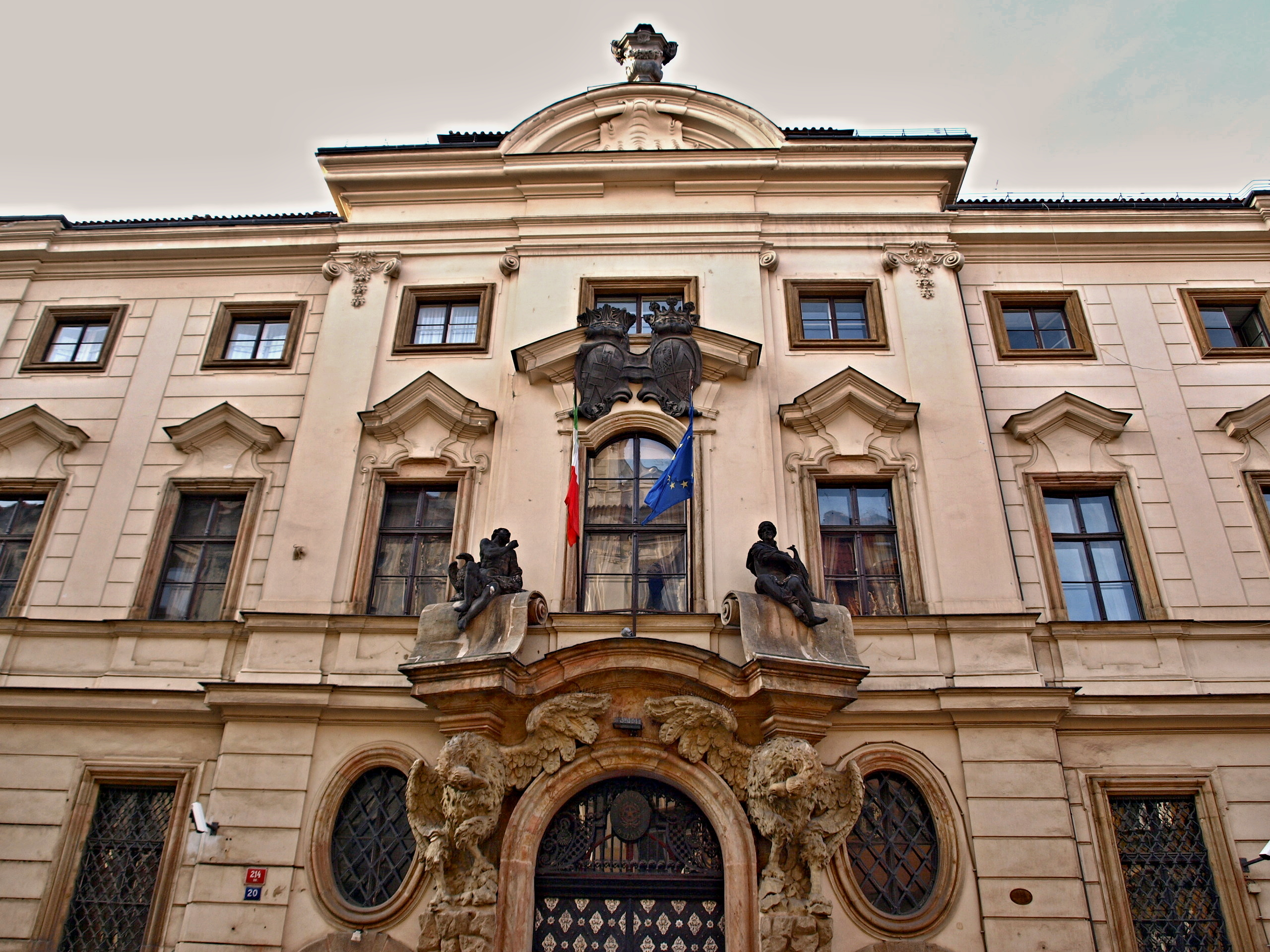
Die Italienische Botschaft im Palais Kolowrat auf der Prager Kleinseite

Dies ist eine Liste der italienischen Botschafter in Tschechien (und zuvor in der Tschechoslowakei).

## Botschafter
| Ernennung/Akkreditierung | Name                                 | Bemerkungen | ernannt von             | akkreditiert durch Präsident |
| ------------------------ | ------------------------------------ | --- | ----------------------- | ---------------------------- |
| 18. Jan. 1919            | Mario Lago                           | Geschäftsträger (* 25. September 1878 in Savona-27. April 1950 in Capri) italienischer Diplomat; 1901 Abschluss eines Studiums der Rechtswissenschaft, 1906 außerordentlicher Sekretär des Kolonialrates; 1908 Legationssekretär; 1914–1918 Leiter der Gesandtschaft in Tanger; 1919 Gesandter in Prag; 1920 Generaldirektor für den Bereich Europa | Francesco Saverio Nitti | Tomáš Garrigue Masaryk       |
| 4. Jan. 1920             | Antonio Chiaramonte Bordonaro        | Ministre plénipotentiaire 1927 bis 1932 ambassador to London | Benito Mussolini        | Tomáš Garrigue Masaryk       |
| 28. Feb. 1924            | Bonifacio Pignatti Morano di Custoza | Ministre plénipotentiaire (* 18. September 1877; 1957). | Benito Mussolini        | Tomáš Garrigue Masaryk       |
| 1. Juni 1924             | Gabriele Preziosi                    | Ministre plénipotentiaire (1878–1945), Botschafter in Bukarest | Benito Mussolini        | Tomáš Garrigue Masaryk       |
| 22. März 1926            | Luigi Vannutelli Rey                 | Ministre plénipotentiaire (* 1880).1932 bis 1936 Botschafter in Brüssel | Benito Mussolini        | Tomáš Garrigue Masaryk       |
| 22. März 1928            | Orazio Pedrazzi                      | Ministre plénipotentiaire (* 1889 in Borgo S. Lorenzo; 6. Oktober 1962 in Florenz) | Benito Mussolini        | Tomáš Garrigue Masaryk       |
| 25. Aug. 1932            | Guido Rocco                          | Ministre plénipotentiaire (* 26. November 1886 in Neapel) studierte Rechtswissenschaft bis 1909, trat 1912 in den auswärtigen Dienst.1937 Leiter der Auslandspresse im Ministerium der Presse und Propaganda in Berlin. | Benito Mussolini        | Tomáš Garrigue Masaryk       |
| 26. Juli 1935            | Domenico de Facendis                 | Ministre plénipotentiaire 24. April 1923 Geschäftsträger in Athen | Benito Mussolini        | Edvard Beneš                 |
| 12. Juni 1938            | Francesco Fransoni                   | Ministre plénipotentiaire | Benito Mussolini        | Emil Hácha                   |
| 6. März 1946             | Alfonso Tacoli                       | Ministre plénipotentiaire | Ferruccio Parri         | Edvard Beneš                 |
| 18. Nov. 1948            | Francesco Paolo Vanni d’Archirafi    | Ministre plénipotentiaire | Ferruccio Parri         | Klement Gottwald             |
| 2. Mai 1952              | Augusto Assettati D’Amelia           | Ministre plénipotentiaire (* 6. Mai 1903 in Rom) trat 1927 in den auswärtigen Dienst. Von 1948 bis 1951 Gesandter in Karachi. | Ferruccio Parri         | Klement Gottwald             |
| 27. Nov. 1954            | Manlio Castronuovo                   | Ministre plénipotentiaire | Amintore Fanfani        | Antonín Zápotocký            |
| 10. Mai 1957             | Luigi Silvestrelli                   | Ministre plénipotentiaire | Adone Zoli              | Antonín Novotný              |
| 17. Aug. 1961            | Enrico Aillaud                       | | Fernando Tambroni       | Antonín Novotný              |
| 27. Okt. 1962            | Andrea Ferrero                       | | Fernando Tambroni       | Antonín Novotný              |
| 24. Okt. 1964            | Remigio Danilo Grillo                | | Giovanni Leone          | Antonín Novotný              |
| 31. Okt. 1966            | Vittorio Winspeare Guicciardi        | (* 19. August 1912, in Catania) Sohn von Hilda Smith und Cesare and Francesca de Malfer Winspeare, heiratete 1949 Norma Marsh, 1949 drei Töchter. Besuchte das Excelsior Coll., Jamaica, Stellvertretender Generalsekretär der UNO in New York City                                                                                                 | Giovanni Leone          | Antonín Novotný              |
| 30. Apr. 1968            | Niccolo di Bernardo Bonsi            | | Giovanni Leone          | Ludvík Svoboda               |
| 18. Feb. 1971            | Agostino Benazzo                     | (1895–1978) | Emilio Colombo          | Ludvík Svoboda               |
| 16. März 1973            | Pier Lorenzo Crovetto                | 1952 Konsul für die Protectorates of Bechuanaland, Basutoland and Swaziland, Amtssitz in Johannesburg | Mariano Rumor           | Ludvík Svoboda               |
| 7. Juni 1976             | Giovanni Falchi                      | | Giulio Andreotti        | Gustáv Husák                 |
| 8. Jan. 1978             | Carlo Albertario                     | | Giulio Andreotti        | Gustáv Husák                 |
| 4. Sep. 1981             | Giovanni Paolo Tozzoli               | | Giovanni Spadolini      | Gustáv Husák                 |
| 29. Juli 1985            | Giulio Bilancioni                    | | Bettino Craxi           | Gustáv Husák                 |
| 16. Mai 1988             | Giovanni Castellani Pastoris         | | Ciriaco De Mita         | Gustáv Husák                 |
| 22. Apr. 1992            | Francesco Olivieri                   | | Giuliano Amato          | Václav Havel                 |
| 8. Apr. 1996             | Maurizio Moreno                      | 2007 in den Ruhestand versetzt. | Romano Prodi            | Václav Havel                 |
| 31. Aug. 1999            | Paolo Faiola                         | | Massimo D’Alema         | Václav Havel                 |
| 1. Juli 2003             | Giorgio Radicati                     | | Silvio Berlusconi       | Václav Klaus                 |
| 15. Jan. 2007            | Fabio Pigliapoco                     | | Romano Prodi            | Václav Klaus                 |
| 13. Juni 2011            | Pasquale D’Avino                     | | Silvio Berlusconi       | Václav Klaus                 |
| 16. Nov. 2014            | Aldo Amati                           | | Matteo Renzi            | Miloš Zeman                  |